# Peñalosa (Escacena del Campo)
Peñalosa o Peñaloza es un cortijo situado en el término municipal de Escacena del Campo, cercano a la carretera que une dicha localidad con la vecina de Aznalcóllar. Perteneció a la Iglesia Catedral de Sevilla durante el Antiguo Régimen. Tras la desamortización eclesiástica su propiedad pasó por diversas manos. 
Dentro de su territorio y cercana a su caserío se encuentra la Fuente Grande, usada hasta época contemporánea para el riego de varias huertas y un molino, desde donde partía la ampliación del acueducto que surtía de agua a Itálica.
A mitad del siglo XX fue adquirido por don Miguel Báez Espuny torero de la saga de los “Litri”, que hizo cultivable parte de su superficie y dedicó el resto a la cría de ganado de lidia.
Su caserío estaba formado por diversas dependencias y viviendas distribuidas en forma de 'L' en torno a un patio central. 

## Yacimiento arqueológico
En una zona donde se apreciaban superficialmente restos de cerámicas antiguas, en las inmediaciones del caserío de Peñalosa y de las Huertas de Tejada, llevó a cabo el servicio arqueológico de la Diputación de Huelva una prospección arqueológica a finales de la década de los 90 del siglo XX. El resultado fue el hallazgo de varios fondos de cabaña donde se constató la presencia de cerámica a mano y bruñida típica del mundo tartésico prefenicio del Bronce Final, así como restos abundantes relacionados con procesos metalúrgicos y de transformación de mineral. 
Se dató el yacimiento en torno a los siglo IX y VIII a. C. La presencia de un solo fragmento a torno relacionado con el mundo fenicio parece mostrar que la existencia de este poblado coincidió en el tiempo con la aparición en la zona de elementos fenicios e intercambios comerciales con el Mediterráneo oriental.
Se encuentra a escasa distancia y a mitad de camino entre el yacimiento arqueológico de Tejada la Vieja, también de época tartésica y la antigua ciudad de Tejada.